# ザ・グレート・サスケ
ザ・グレート・サスケ（The Great Sasuke、1969年7月18日 - ）は、日本の男性覆面レスラー、元政治家、元岩手県議会議員（1期）。本名：村川 政徳（むらかわ まさのり）。岩手県盛岡市出身。血液型O型。
ウルティモ・ドラゴン、スペル・デルフィンと並びジャパニーズ・ルチャの立役者の1人。

## 人物
歌舞伎の隈取りをモチーフとしたマスクを着用しており、普段は赤い隈取りだがヒール転向時は青い隈取りのマスクを着用しSASUKEと名乗る。自ら所属レスラーとして精力的にリングに上ると同時に、みちのくプロレス株式会社代表取締役社長を2003年まで務め、岩手県議選当選後に取締役会長に退いたが、2009年8月に社長へ復帰。本人の発言によれば、経営者としての職務中も（外出時もスーツにマスク姿である）、入浴など私生活においても一切覆面は外さない。
1990年代には難易度の高い空中技を次々にこなす世界レベルのルチャドールであったが、近年は自虐的とも言える行為の目立つ、自爆を試合の目玉にする独特のファイトスタイルを展開している。バラモン・シュウ曰く「サスケにラダーを与えておけば勝手に自爆する」という言葉通り、ラダーにアトミコを自爆したり、2階席にあがろうとしてラダーごと倒されたりする。
東北楽天ゴールデンイーグルスのファンクラブ名誉会員（会員No.6）。
既婚者。メキシコ修行中に知り合った妻との国際結婚である。家族間ではスペイン語で話しているが、子供には幼少時から家庭外では日本語を使うように指導してきたとのこと。
元プロキックボクサーのファイヤー原田が自身のファンであり、2010年4月に原田へ応援メッセージビデオを送り、原田はこのビデオを観て号泣した。
2012年3月には仙台市宮城野区に、自身が経営するつけ麺の専門店「麺道THE匠サスケ（メンドウザグレートサスケ）」を開店した。2012年4月13日にミヤギテレビ『OH!バンデス』における特集コーナー「バンデス記者が行く!」にて同店が取り上げられた際には、実際にサスケ本人が登場して同店の看板メニューの紹介を行った。しかし、同店は同年10月に閉店している。

## プロレスラーとしての経歴
新日本プロレス学校で修業したが、新日本のプロテストには不合格。その後、本名・村川政徳で1990年3月1日、ユニバーサル・プロレスリングから後楽園ホールのモンキーマジック・ワキタ戦でデビュー。その後、リングネームをMASAみちのくとする。
デビュー当時は素顔で、縞の合羽に三度笠を被り入場し、上半身裸でロングタイツを着用するといった現在とは違うスタイルだったが（海外遠征する直前には、入場コスチュームを、白い学ランの応援団スタイルに変更している）、その後メキシコへ遠征した際に覆面レスラーとなった。リングネームはニンジャ・サスケ、覆面とコスチュームのデザインは現在とほぼ同じだが、頭にちょんまげが付いていた。
1992年3月、謎のマスクマン“スペル・ニーニョ”として一時帰国。シリーズ最終戦で巌鉄魁（現：ディック東郷）に「マスク取れ！ お前みちのくだろう！」と暴露されてマスクを脱ぎ、MASAみちのくであることをカミングアウトした。その後再びメキシコに遠征していたが、8月の帰国を機にザ・グレート・サスケを名乗る。10月、ユニバーサル後楽園大会でブルドッグKT（現：外道）と初のメインを張り、勝利。試合後にマイクで東北六県にプロレスを根付かせることを目標とした地域密着型プロレス団体「みちのくプロレス」の設立を宣言。退団の背景にはユニバーサルからまったくギャラが支払われなかったという事情があり、ユニバーサルの代表である新間寿恒には「ユニバーサルの東北支部として地方大会プロモートを目的としたい」という話をしていたが、実質的には採算を見込んだ動きであった。
みちのくプロレスは11月の岩手産業文化センターでのプレ旗揚げ戦を経て、1993年3月16日に岩手・矢巾町民体育館で旗揚げ戦を行う。旗揚げ当初はスペル・デルフィンが率いるデルフィン軍団との対戦が主な対戦カードであった。
1993年7月、岩手・マッハランドで団体初のビッグマッチを行い、サスケは引退をかけてスペル・デルフィンと対戦。勝利し、興行的にも成功を収める。
1994年、新日本プロレス主催で行われた第1回「スーパーJカップ」に出場。当時は30団体以上あったインディー団体のうちのひとつでしかなく、試合を東北に限定していた「みちのくプロレス」での活動が中心だったサスケは多くのプロレスファンにまだその存在を知られていなかったが、2回戦で当時新日本プロレス所属だったエル・サムライに勝利し、続く準決勝では獣神サンダー・ライガーからフォールを奪う。決勝戦ではワイルド・ペガサスに敗れたものの、当時ジュニアの頂点に立っていたライガーに勝ち、準優勝したサスケは一躍全国区の人気を得、トップレスラーとなった。このスーパーJカップはテレビ朝日系列『ワールドプロレスリング』内で全国中継されたこともあって、サスケ、そしてみちのくプロレスの存在を全国のプロレスファンに知らしめる大きな契機となった。
4月29日、東京・大田区体育館にてこの大会で「"真"八十八番札所」として新崎人生と対戦。みちのくプロレス旗揚げ以来、後輩選手にシングルマッチで初めてのフォール負けを喫する。
7月、WAR両国大会でウルティモ・ドラゴンと対戦。当時、両者ともに入場テーマ曲にルイス・ミゲルの『セパラドス』を使用していたが敗れたサスケはこの試合を最後に『セパラドス』の使用を放棄した。以降は『みちのくプロレスのテーマ』を入場曲に使用する。
10月30日には翌年5月での引退を発表していた大仁田厚と岩手・滝沢村で電流爆破デスマッチで対戦。大仁田がFMW以外の団体で、また東京・大阪など首都圏以外の地域で電流爆破デスマッチを行ったのはこれが初めてのことであった。なおこの試合で敗れたサスケを介抱したのは当時リング上で敵対関係にあった新崎人生であった（この2、3か月前から人生は後の海援隊メンバーに絶縁宣言されたサスケに駆け寄る、サスケの試合を会場後方から観戦するなど伏線的な行動は見せていた）。
1995年7月、自らが提唱とプロデュースした「覆面ワールドリーグ戦（後に「ふく面ワールドリーグ戦」に改称）」第一回大会を開催。決勝戦でドス・カラスに敗れる。この試合でドスの放った場外へのパワーボムでサスケは失神。この試合以降、サスケとドスの間に因縁が生まれ、現在まで引き継がれている。
1996年4月29日、新日本プロレス東京ドーム大会にてライガーを再び破ってIWGPジュニアヘビー級王座を獲得。以後5回の防衛に成功した。なお、2回目の防衛戦となった7月の獅龍戦はみちのくプロレス矢巾大会で行われた。IWGPの選手権がみちのくプロレス所属選手同士で争われた試合はこの一試合のみである。
8月、新日本プロレス両国大会にて行われた各団体代表によるジュニア8冠統一トーナメント（J-CROWN） において、決勝でウルティモ・ドラゴンを破って初代ジュニア8冠王者に輝き、日本ジュニアマット界の頂点を極めた。しかしこの試合で場外に攻撃（鉄柱越えトペ・コンヒーロを仕掛けたが、膝の負傷で足の踏ん張りが利かず不完全な体勢で飛んだため、結果的には鉄柱越えの浴びせ蹴りの様な形になり、自身は後頭部から床に転落）を仕掛けた際、頭蓋骨骨折の重傷を負い、長期欠場に追い込まれる。
10月10日、団体初の両国国技館大会で強行復帰。初代タイガーマスク、ミル・マスカラスとタッグを組み、ダイナマイト・キッド、ドス・カラス、小林邦昭組と戦った。
1997年、WWF（現：WWE）からサスケに参戦オファーが届く。しかし交渉の結果、白紙に終わる。理由は団体トップであり最大のスターであるサスケが不在にする間のみちのくプロレスへの補償問題と言われている。サスケとの交渉が不調に終わったWWFはTAKAみちのくと契約する。両者は1997年10月に行われた二度目の両国大会のメインで闘い、勝ったサスケに敗れたTAKAが「サスケ、みちのく潰すなよ」とヒールとしては異例のマイクを残す。
1998年、怪我によりたびたび欠場を繰り返していたサスケは経営難を理由に団体の活動休止を発表する。しかし、スペル・デルフィンら選手会がこれに反発。選手会側は主催興業という形でシリーズを行う。サスケとデルフィンは団体の運営をめぐって対立。以降、サスケは青マスクの「SASUKE」となってヒールに転向。折原昌夫扮するサスケ・ザ・グレート、小野武志、クレイジーMAX、望月成晃、茂木正淑らとルード軍「SASUKE組」を結成し、デルフィンが率いる、みちのく正規軍と抗争を展開する。だがここでSASUKEはデルフィンのプライベートな部分を観客の前で暴露するなど暴走を繰り返し、デルフィンは1999年1月にみちのくプロレス離脱を発表。多くの中堅・若手選手がデルフィンに同調し追随していったため、みちのくプロレスは存亡の危機に見舞われる。この一件を機にSASUKEは改心して元のザ・グレート・サスケに戻った。
1999年2月、闘龍門JAPAN横浜大会での1DAYトーナメント決勝でマグナムTOKYOに勝利しNWA世界ミドル級王座を獲得。このベルトは2003年5月にウルティモ・ドラゴンに敗れるまで28回の防衛に成功した。
4月、ライガーと組んでIWGPジュニアタッグ王座を獲得。初防衛戦で大谷晋二郎・高岩竜一組に敗れる。
7月、第2回ふく面ワールドリーグに出場。優勝したタイガーマスク、準優勝のドス・カラス（予選シード）に続く3位に終わる。
2000年、みちのくプロレス主催で開催された第三回スーパーJカップに出場。1回戦でかつての獅龍、WCW帰りのカズ・ハヤシと対戦し勝利を収めるも2回戦で佐野なおきに敗れる。
10月、プロレスリング・ノアの丸藤正道と対戦、勝利する。大晦日には「猪木ボンバイエ」に参戦。松井大二郎（高田道場）と組んで、宇野薫、小路晃組と対戦した。
2001年、この年からみちのくプロレスに復帰したディック東郷率いるFECと抗争を展開。
2月、FMW後楽園ホール大会にて互いに相手を裸にした方が勝利となる試合形式「ネイキッド・マッチ」で黒田哲広と戦うが、あまりの下品さに大顰蹙を買い、『週刊プロレス』は試合を掲載拒否した。
2002年5月、WEW川崎球場大会に出場。大仁田厚と組んで橋本真也・大谷晋二郎組と対戦。
2003年3月、岩手県議会議員選挙の盛岡選挙区に出馬を表明。トップ当選する。当選後は、議会での覆面の着用を巡って全国レベルの話題になった。同年5月、議員活動を理由にみちのくプロレス社長を辞任することを発表。新崎人生に社長を譲り、自身は会長職となる。
8月、「第3回ふく面ワールドリーグ戦」に参加するも死国衛門三郎戦で負傷、以後リーグ戦を欠場する。
9月、安比高原にて大仁田厚と二度目の電流爆破デスマッチを行う。この試合で場外に転落した際、爆風をモロに浴びて肩に穴が開くという大怪我を負いながら大仁田に勝利。なお、この当時大仁田は自民党所属の国会議員であり、この試合は「史上初の議員レスラー対決」として宣伝された。
11月2日、有明コロシアムで行われたみちのくプロレス創立10周年記念大会「メモリー」でスペル・デルフィンと対戦。サスケは離脱以降デルフィンのことを「絶対に許さない」と公言しており、当初この対戦カードにも強い難色を示していたが大会直前の仙台大会で新崎人生社長とファンの説得を受け、受託した。試合はデルフィンが勝利したものの、両者の緊張関係は解消されることなく終わった。
2004年3月、アトランティスを破り第三代東北ジュニアヘビー王座に。翌年2月にTAKAみちのくに奪われるまで保持した。
同年からハッスルに出場。9月にはハッスルとのコラボレーション大会「ケッパレ1」を開催、小川直也とタッグを結成した。
2005年7月、ディック東郷と組んで第三代東北タッグ選手権王者となった。
9月、佐藤秀、佐藤恵の佐藤兄弟とニューセーラーボーイズを結成し、「キープオンジャーニー」を熱唱する。
12月、後楽園大会で10人タッグマッチで闘ったGammaに場外で自転車に轢かれる。この試合が「宇宙大戦争」の契機になったと言われる。
2006年2月、後楽園大会で佐藤兄弟と対戦（パートナーは東郷）。ここからサスケと佐藤兄弟は闘うたびにハチャメチャな試合を繰り返すようになり、やがてそれは「宇宙大戦争」と呼ばれる特異なブランドに昇華した（ネーミングの由来は佐藤兄弟がサスケについて「あいつは宇宙人だろ!!」と主張していたことによる）。これ以降、サスケと佐藤兄弟の試合はサスケが不安定な脚立などに昇り、落ちて自爆するなどの意味不明な内容が名物となる。
11月、岩手大会でこの年5月に東北ジュニアヘビー王座になったスペル・デルフィンと対戦しベルトを奪回する。試合後、両者はリング上で握手。サスケは依然として「デルフィンは許さない」と主張するものの、離脱以来続いてきた両者の緊張状態に一定の緩和が見られた。
2007年3月、岩手県知事選挙に出馬を表明。しかし選挙結果は民主党推薦の前衆院議員、達増拓也に及ばず落選。その後しばらくリングを離れていたが、8月の第4回ふく面ワールドリーグ戦にて復帰。山籠り特訓を行い、復帰戦ではウルティモ・ドラゴンを相手に敗れたものの飛びまくるサスケを見せ付けた。
また、ZERO1-MAXにも準レギュラー参戦し、かつての同胞である藤田ミノルと抗争を展開。試合終了後はサスケが藤田に手をさしのべ、それに藤田が答えハッピーエンドになると思いきや藤田のサスケ騙し（変則DDT）により、サスケは騙されるといった内容が名物化した。
12月には、その藤田ミノル扮するザ・グレート・フジタミノルとのタッグで佐藤兄弟との宇宙大戦争が開戦。この試合で初めて和桶が使用される。
2008年、折原昌夫率いるメビウス主催興行の第1回トーナメント戦にて初優勝を飾る。
12月、みちのく後楽園大会にて、恒例となった「宇宙大戦争」にて佐藤兄弟に拉致されたウルトラマンロビンを救出するべく、サバイバル飛田とのタッグを結成。「宇宙大戦争・最終決戦」と名付けられたこの試合でサスケはバットマンに扮して登場するが、南野武にバイクで轢かれるなど例年以上に散々な試合を展開する。
2009年6月、「グレート・サスケデビュー20周年突入ツアー」開幕戦の後楽園大会でフジタ"Jr"ハヤトの保持する東北ジュニアヘビー選手権に挑戦するも敗退。
8月には2年連続で「鉄人」に出場。このシリーズよりレスラーのランディ "ザ・ラム" ロビンソンのオマージュキャラクターを演じ、ランディのコスチュームで試合に出場するようになる（上半身裸で試合をするのはサスケ名義では初めて）。映画のランディが食品スーパーで働くのと同様に「みちのくに自分の居場所が無い」として盛岡市内の中華料理店でアルバイトを始めた。
8月31日、みちのくプロレス社長に復帰。
12月には年末の風物詩となった「宇宙大戦争・最終決戦〜ウルトラマンロビン救出大作戦〜」に獣神サンダー・ライガーと組んで出場。佐藤兄弟が連れてきた「鉄腕くん」に苦しみながらも勝利。
2010年4月に自身のファンである元プロキックボクサーのファイヤー原田へ応援メッセージビデオを送り、原田はこのビデオを観て号泣した。
2010年6月、デビュー20周年記念興行で映画『アンヴィル』に影響を受けたコスチュームで登場。試合でもディック東郷をパートナーにTAKAみちのく＆FUNAKIの「夢狩人」に勝利した。
11月7日、岩手県営体育館で行われた「ザ・グレート・サスケ20周年記念試合〜東北編最終章」で拳王を破り第13代東北ジュニアヘビー級王座に返り咲いた。
12月16日、後楽園ホールにてリング解体マッチとして行われた「宇宙大戦争〜ホントに最終決戦〜ザ・音楽（ロック）ウォーズ」ではKen45゜、リッキー・フジと組んで、佐藤兄弟、野橋太郎（野橋はこの試合を宇宙人として戦った）組に勝利。試合後、「クレイジークルー」と称したロックバンドを編成しホール北側ステージで熱唱した。
2011年5月8日、岩手・矢巾町民総合体育館で行われた東北ジュニアヘビー級王座初防衛戦で日向寺塁に敗れベルトを失う。なお、この防衛戦は当初3月12日に同所にて予定されていたが、前日（3月11日）に発生した東北地方太平洋沖地震（東日本大震災）の影響を受け中止、5月に延期となっていた。
6月、新日本プロレスで開催されたジュニアリーグ戦「BEST OF THE SUPER Jr.XVIII」に初出場。勝敗以上にその内容が注目された。9選手がエントリーされたBブロックで得点10（5勝3敗）を挙げ同率2位の成績を残すが、「同点の場合は直接対決の勝者が決勝リーグに進出」というルールのため決勝トーナメント進出はならなかった（決勝進出は田口隆祐）。
7月3日、ユニオンプロレス新木場大会でリッキー・フジとのタッグで高木三四郎＆澤宗紀組から大中華統一中原タッグ選手権を奪取。しかし7月24日DDT両国国技館大会におけるダークマッチ（国技館全域を使用したエニウェアフォール形式）で奪回された。
年末恒例の宇宙大戦争では大仁田厚とタッグを結成、佐藤兄弟と対戦。敗者追放マッチというルールで勝利を収め、佐藤兄弟を岩手県追放とする（以後佐藤兄弟はみちのくマットでも「バラモン兄弟」を名乗って参戦）。
2012年8月、第5回ふく面ワールドリーグ戦にエントリー。一回戦でビジャーノIV、二回戦でヒート、準決勝でウルティモ・ドラゴン、決勝戦で獣神サンダー・ライガーに勝利し、第5回にして悲願の初優勝を飾る。
11月、全日本プロレスの「世界最強タッグ決定リーグ戦」にKENSOと組んでエントリーするも、11月20日の愛媛大会での試合中に左肩甲を骨折し、以後長期欠場となる。しかし年末の宇宙大戦争だけは左腕を吊った状態で参加し、パートナーのヤッペーマン1号、ヤッペーマン2号、ヤッペーマン3号、超人関本の奮闘にも支えられ勝利を奪った。
2013年11月4日、盛岡で行われたみちのくプロレス20周年記念大会で1年ぶりの復帰戦を行う。新崎人生と組み、拳王とフジタ“Jr”ハヤト組と戦った。この試合はファンの投票によって決定された。
2016年1月1日、地球防衛軍結成に関しては 「そうですね、やはり宇宙大戦争、10年まずは一区切りつきました。もう私自身が率先して他の星に行って闘うという事も、ちょっとお休みしようかなと。もう一度地球上での闘い、言ってみれば地上戦。地上戦をね、もう一度見なおして見ようと思います。今年の私のテーマは地上戦。地球上で、地球を守ります。はい!」 ●敵は一体何になるんでしょう? 「ええ、もちろん!邪悪な異星人です!」2016年1月14日 ザ・グレート・サスケ
12月の宇宙大戦争では男性ストリッパーを主人公にした映画『マジック・マイク』の影響を受け、パートナーたちと共にリング上でセクシーなダンスを披露。しかしこの試合で宇宙大戦争開戦以来初めてバラモン兄弟に敗れ、「来年からの地球の危機に対して、力を合わせよう」と、バラモン兄弟に合体を要求。
2023年3月1日開催の「ジュニア夢の祭典 〜ALL STAR Jr. FESTIVAL 2023〜」では第4試合6人タッグマッチに出場。

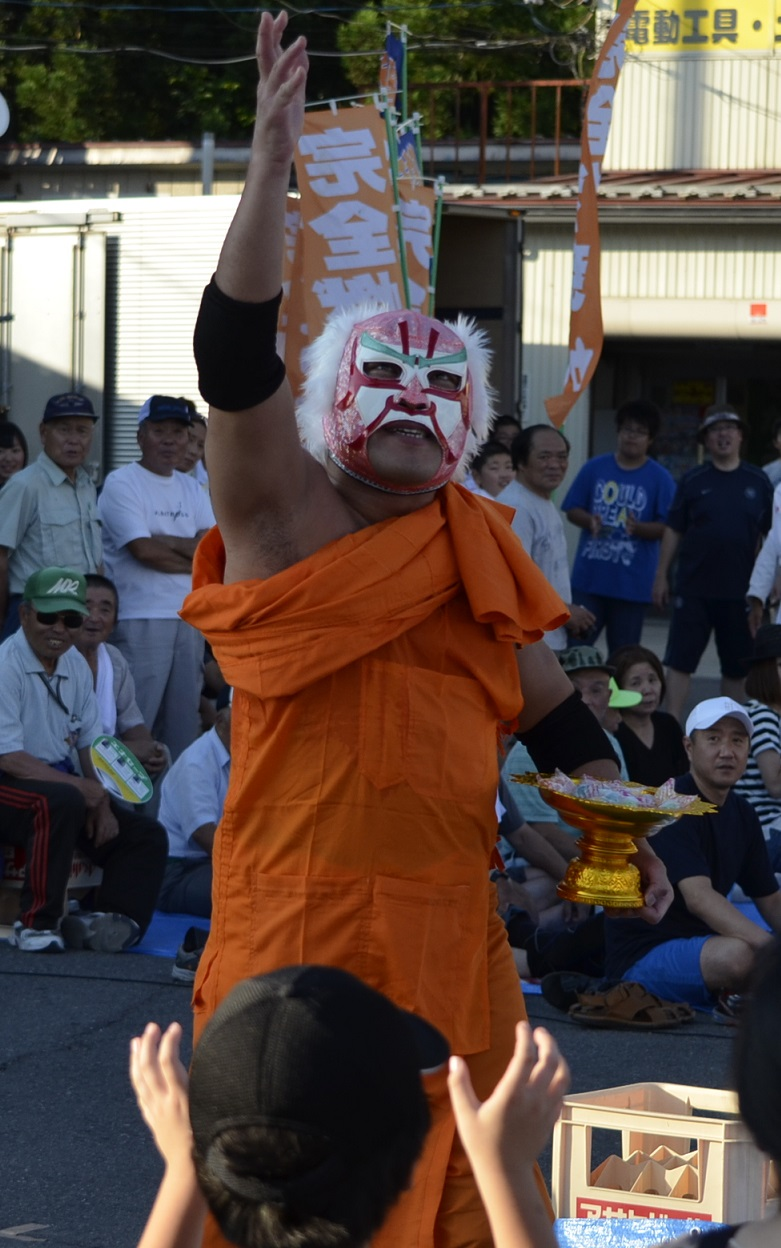
布教活動中

2014年からは新ユニット「ムーの太陽」を結成し布教活動と称し試合を行っている。

## 得意技

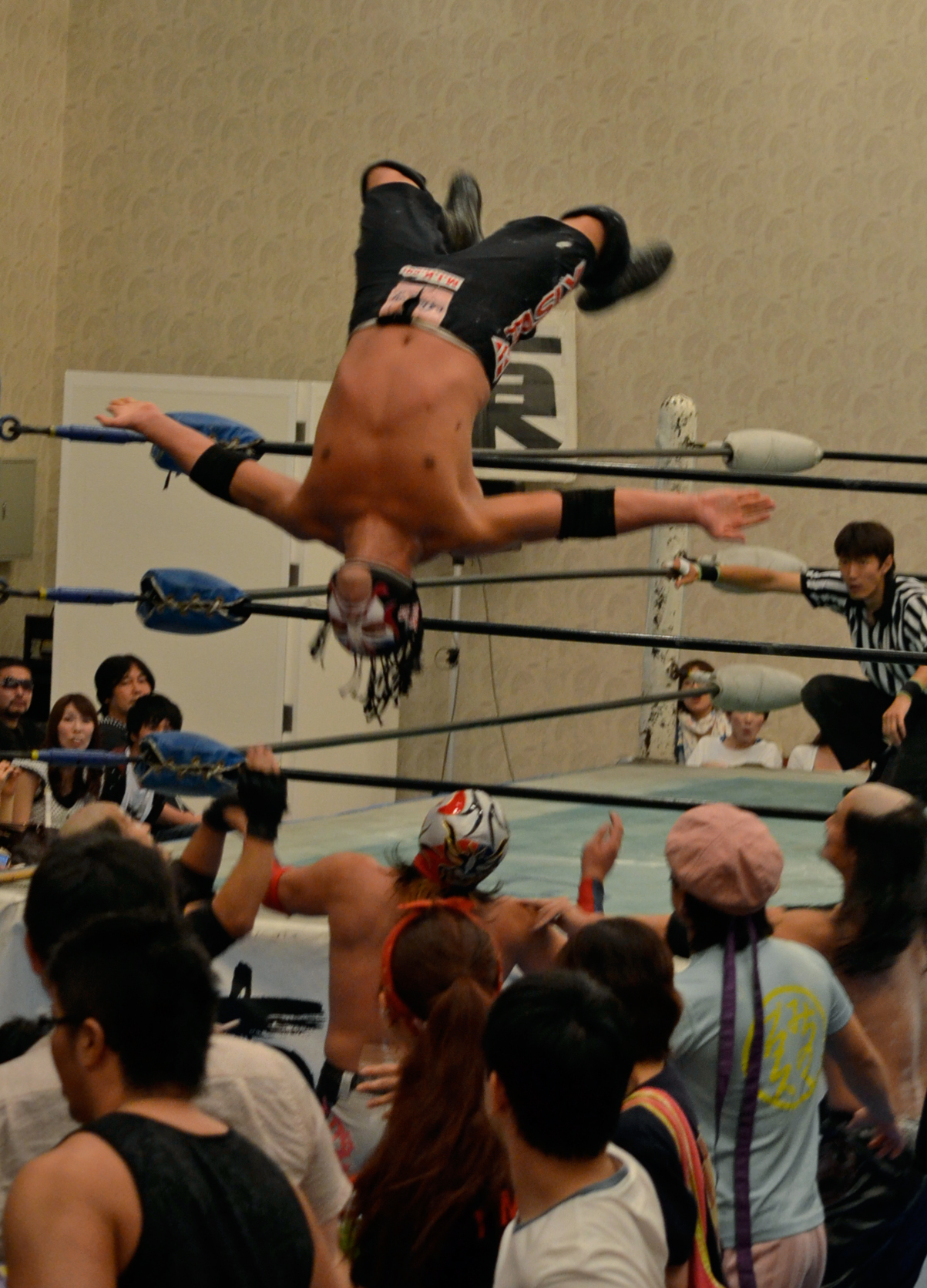
ラ・ケブラーダ

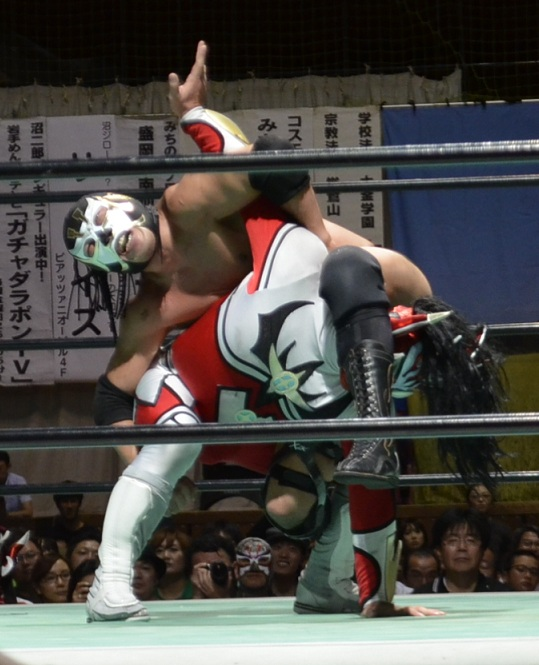
卍固め

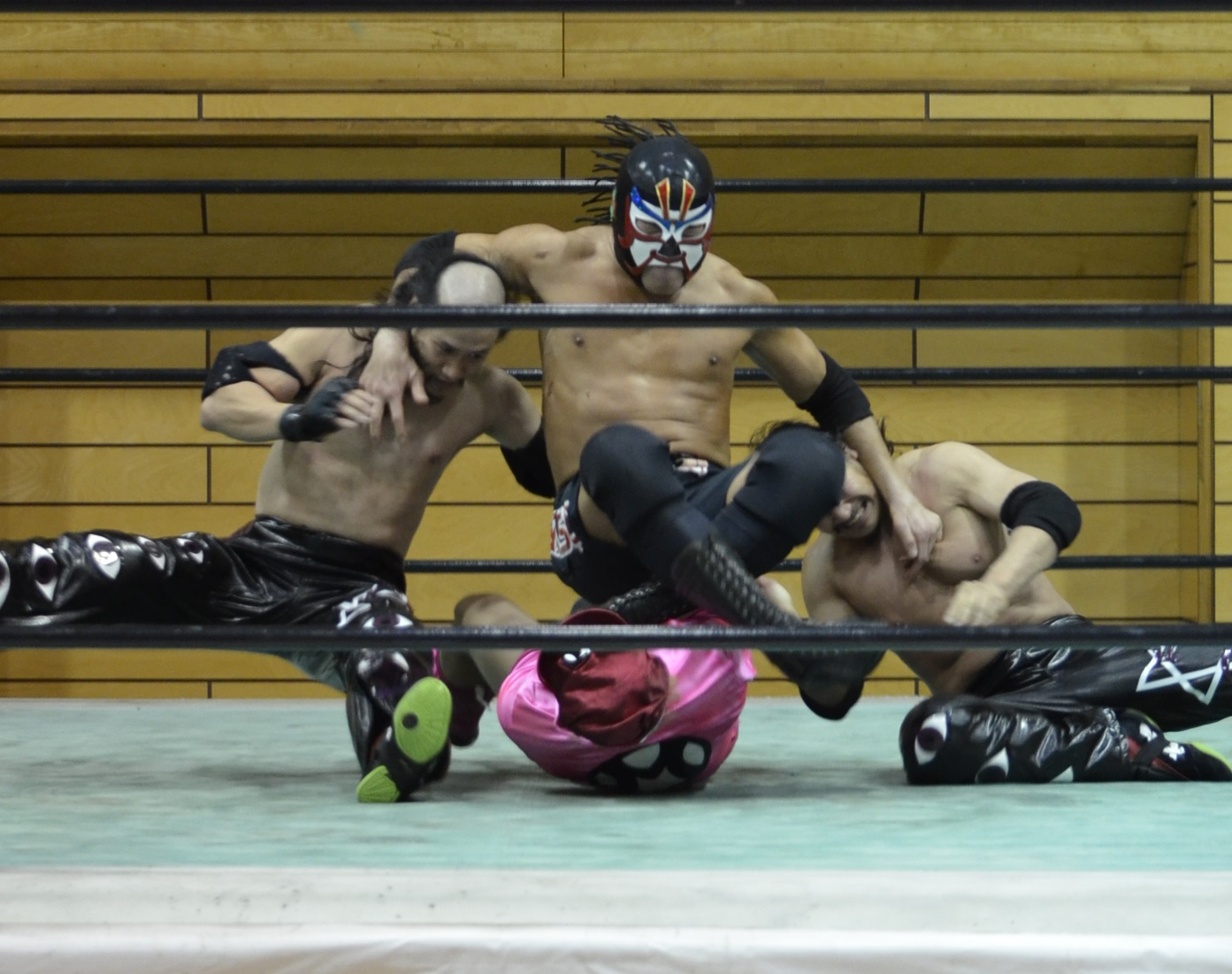
メシア降臨

メキシコ修行時代に養った、自身の危険を顧みない無謀かつ高度な空中殺法を使いこなす。近年では体重の増加からか全盛期ほどは複雑な飛び技を多用することは無くなったが、奇天烈な言動とともに自爆すら得意とする独自の世界観を作りだしている。

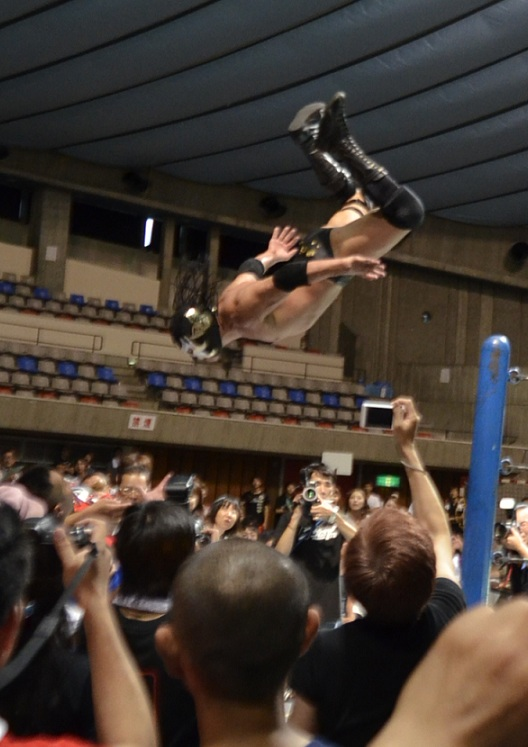
トペ・コンヒーロ
基本的に場外で立っている相手に対し、リング上から、自ら相手がいるリング下と逆の方向のロープに飛び、その反動を利用して走り込んでロープをジャンプして一回転しながら飛び越えぶち当たる技（コーナーから場外に鉄柱越えで放つ場合もある）。サスケのそれはフォーム（滞空時に背中を反らした状態になるのが特徴）の美しさや滞空時間の長さから他の追随を許さず突っ込む。
しかし、ジュニア8冠統一トーナメント決勝戦（J-CROWN）においてウルティモ・ドラゴンに対し、コーナーポストの最上段からリング下に立っているドラゴンに無謀にもこの技（先述のような鉄柱越えバージョン）を試みた。ドラゴンはサスケの頭部の直撃を避け、体ごとリング下にサスケを叩きつけるかっこうとなったが、サスケからしてみれば、リング下に断崖式のパワーボムを受けたのと何ら変わりないことであり、実際この行為により頭蓋骨亀裂骨折及び脳挫傷の重傷を負ってしまった（本人曰く「三途の川が見えた」）。
ラ・ブファドーラ
ロープに振られた際、セカンドロープに足をかけてカウンターのムーンサルト・アタックを浴びせていく飛び技。
ラ・ケブラーダ
場外へ向かってのムーンサルト・アタック。全盛時のサスケの代名詞的な技であり、ほぼ毎試合使用していた。使用前に相手に後ろ蹴りを放ち少し距離を空けてから行うのが特徴。また、みちのくプロレス旗揚げ直後に宣伝で各団体を回っていた際には背広姿で使用した事もある。
ライダーキック
場外に向かって片足式ミサイルキック。
サスケ・スペシャル1号
相手を場外へ落とし、逆側のロープで反動をつけ、ロンダート（半捻り側方倒立回転）で相手のいるロープの前に背中を向けて立ち、その勢いのままトップロープを背面飛びで飛び越えて回転しながら場外の相手にぶつかっていく変形のケブラーダ。初代タイガーマスクが対ウルトラマン戦で披露したスペース・フライング・タイガー・ドロップを更に高度にした技。
サスケ・スペシャル2号
サスケ・スペシャルと同じようにロンダートでロープの前に背中を向けて立ち、その勢いでロープを飛び越える際に体を捻って前方宙返りのように回転しながら相手にぶつかっていく変形のトペ・コンヒーロ。飛ぶ瞬間の踏み切りは後ろだが捻りを加える為一応の目標は確認できる。しかし最後はトップロープを越えて高角度から背中から落ちていくため、相手の当たり所が浅いと自らがパワーボム状態で頭から落ちることになり、受身に自信があってもなかなかマネは出来ない技である。
サスケ・スペシャルVer.2.5
エプロン上の相手に対して放つセントーン・アトミコ（下記参照）。大概自爆する。
サスケ・スペシャルVer.2.5.5
エプロンと場外に設置したイスの間にラダーを設置し、その上に寝かせた相手に対してトップロープからトペ・コンヒーロを放つ。これも自爆率が高い。
サスケ・スペシャルVer.2.7
場外に設置した机の上に寝かせた相手に対して放つノータッチ・トペ・コンヒーロ。
サスケ・スペシャルVer.2.7.5
机ではなくイスを使用したサスケスペシャルVer.2.7。
サスケ・スペシャルVer.2.8
通称「逆トペ」。トペ・スイシーダの逆向き、つまりドロップキックをトップロープとセカンドロープの間（またはセカンドロープとサードロープの間）をくぐりつつ、場外にいる相手に行う。
サスケ・スペシャルX
雪崩式で放つDDT。
サスケ・スペシャルX ver10.2 セグウェイ（物まね禁止）
コーナーポストからダウンした相手の肩へ急降下式ミサイルキック。下記のジンジャーの改良完成技。現在のフィニッシュムーブ（フィニッシュ・ホールド）。名前とは裏腹に義経にモノマネされている。
ジンジャー
四つん這い状態になっている相手への急降下式顔面ミサイルキック。
セントーン・アトミコ
コーナーポストの上に立ち、両手をリングの中央に寝てる相手に向かって突き出し、その後前方に回転しながら背面部から相手のボディー目掛けて落ちていく飛び技。決まった時の形からジェフ・ハーディーやDDTプロレスリングのMIKAMIが使う前方回転式セントーンであるスワントーン・ボムと混同されがちだが、サスケの場合は頭頂部から落ちるのが本来の形。しかしかわされ易く成功率が低いため、自らの安全のため受身がとりやすいように背中から落ちる現在の形に落ち着いた。第4回ふく面ワールドリーグにて久々に成功し、成功した本人が一番驚いたとのこと。
セントーン・レベルサ
コーナーポストの上に後ろ向きに立ち、リングの中央に寝てる相手に向かって、後ろ向きに450度回転しながら背中から落ちていく飛び技。成功率が非常に低く、これで後頭部を打って試合中に失神し何度もピンチに陥ったことがある。
おやじ
フェニックス・スプラッシュからさらに半回転し、セントーンの形で落ちて行く技でいわゆるフェニックス式セントーンと呼ばれる技と同型。
サンダーファイヤー・パワーボム
相手をカナディアン・バックブリーカーの体勢で肩の高さまでリフトアップして相手の右脇を左手で左脇を右手で、それぞれ掴み直して自身の両腕を上方向へと伸ばして相手の体をリフトアップして前のめりに倒れ込み、両膝をつきながら投げ捨てた相手の背中を叩きつけてエビ固めの形で丸まった相手の体を押さえ込んでフォールを奪う。
ピースな愛のバイブス
逆トペを放った後、ロープを掴んだまま逆上がりの要領でリング内に戻り、トペ・コンヒーロを見舞う連携技。
どよまんスープレックス
みちのくプロレス山形大会限定で使用している。たまに山形大会以外でも使用している。
マッハ!!!!
内出血が凝固したことによって硬質化したエルボー攻撃。まさに肉体凶器である。技名はサスケが見た映画が由来。
ラムジャム
映画『レスラー』で主演のミッキー・ローク演じるランディ"ザ・ラム"ロビンソンのフィニッシュ・ホールド。通常のものと違い正面を向いて放つダイビング・エルボー・ドロップ。アンヴィルスタイルに変身後も何食わぬ顔で使用する。
イリュージョンキック
後頭部へのスピンキック。
XPW
シャリマティーと同型。
サルディーニャ・クラッチ
デルフィン・クラッチと同型。SASUKE時にデルフィンを挑発する意味で使用していた。そのときの名前は鰯（いわし）固め。
卍固め
メシア降臨
2014年より使用している技。まずバラモン兄弟の2人もしくはタトゥーの信者がサスケを抱え上げてそこからサスケを落とし決める雷電ドロップのような技。バラモンの2人は「持ち上げてはいない、マスターが浮いているのだ」と言っている。

## タイトル歴
みちのくプロレス
- 第3代、第8代、第13代東北ジュニアヘビー級王座
- 第4代、第11代、第21代東北タッグ王座（パートナーはディック東郷→義経→バラモン・ケイ）
- 第5代UWA&UWFインターコンチネンタルタッグ王座（パートナーはグラン浜田）
- 第3代、第8代英連邦ジュニアヘビー級王座
- みちのくふたり旅優勝（パートナーはカト・クン・リー→スペル・デルフィン）
- みちのくトリオリーグ戦優勝（パートナーは新崎人生、気仙沼二郎）
- みちのくトリオトーナメント戦優勝（パートナーはバラモン・シュウ、バラモン・ケイ）
- ふく面ワールドリーグ戦〜決勝トーナメント〜優勝

FMW
- 初代インディペンデントワールド世界ジュニアヘビー級王座

UWA
- 第18代UWA世界ウェルター級王座

WWA
- 第9代WWA世界ミドル級王座

UWA
- 第26代、第28代WWFライトヘビー級王座

CMLL
- 第79代NWA世界ミドル級王座：1回

新日本プロレス
- 第27代IWGPジュニアヘビー級王座
- 第3代IWGPジュニアタッグ王座（パートナーは獣神サンダー・ライガー）

大阪プロレス
- 第21代大阪プロレスタッグ王座（パートナーはアジアン・クーガー）

SGP
- 初代SGP認定グローバルジュニアヘビー級タッグ王座（パートナーはウルトラマンロビン）

FU☆CK!
- 初代FUCK!認定UNIVERSAL宇宙タッグ王座（パートナーはウルトラマンロビン）

DDTプロレスリング
- 第20代大中華統一中原タッグ王座（パートナーはリッキー・フジ）

MOBIUS
- 初代EL Mejor de Mascarad王座
- 初代APEX OF TRIANGLE王座（パートナーはグラン浜田、タイガーマスク）

2AW
- 第11代、第13代千葉6人タッグ王座（パートナーはバラモン・シュウ、バラモン・ケイ）

博愛プロレス
- 初代男気!!王座

以下は初代ジュニア8冠王座として戴冠。
- 第27代IWGPジュニアヘビー級王座
- 第6代インターナショナルジュニアヘビー級王座
- 第84代NWA世界ジュニアヘビー級王座
- 第37代NWA世界ウェルター級王座
- 第28代WWFライトヘビー級王座
- 第29代UWA世界ジュニアライトヘビー級王座
- 第8代WWA世界ジュニアライトヘビー級王座
- 第8代英連邦ジュニアヘビー級王座

プロレス大賞
- 話題賞（1993年）

日本インディー大賞
- MVP（2008年）
- ベストユニット賞（2014年）

## 入場曲
- みちのくひとり旅（山本譲二） - MASAみちのく時代
- ゆけゆけ飛雄馬（アンサンブル・ボッカ） - MASAみちのく時代
- Separados（ルイス・ミゲルの同名曲のカバー。サスケ本人が歌い、オープニングに『さくらさくら』を挿入する等アレンジを施している）
- みちのくプロレスのテーマ インテグラル・ハード（柴田直人）
- NOT FOR SALE（横道坊主）- SASUKE時代
- Sweet Child O' Mine（Guns N' Roses）
- Metal on Metal（アンヴィル）
- Beat of Tomorrow（セイント・エマ）

## 岩手県政の政治家としての動向
県議としての覆面着用問題
2003年に岩手県議会議員選挙に出馬、ザ・グレート・サスケの登録名、かつ覆面姿で選挙活動を行い、4月13日（第15回統一地方選挙前半戦）にトップ当選した。本人は覆面をつけたまま議会に出席することを公約した上での当選であったが、自由民主党・公明党の県議団が「覆面を外して活動するべき」と主張（サスケは政党には無所属であるものの当時の自由党から選挙活動において助言を受けるなど岩手県議会において自由民主党・公明党と勢力を二分する自由党系会派に所属することがほぼ確実な状態であり政党間の対立も絡んでいた）、翌14日に増田寛也岩手県知事（当時）がそれに関して発言した際に全国メディアで「覆面を外すべき」との発言をしたと報道された（実際には「個人が判断する事だが、もし私が同じ立場だったら覆面を脱ぐ」と発言。地元メディアは発言全体を報道したが全国メディアは発言の一部のみを報道したため誤解が生じた。なお、サスケ側は「覆面着用禁止ならば選挙出馬時点で注意されると思った」とコメントしている）ため、ニューヨーク・タイムズが写真付きで報じるなど、大きな話題となった。増田知事は覆面着用の問題点として「顔が隠れるため表情を有権者が読みとれず、政治家としての活動について評価することができない」点を挙げたため、サスケはそれまで着用していたマスクに比べ大幅に顔の露出部分を増やした特注品を作成し、対応した。
報道が過熱する一方で増田知事はこの対応を受け入れ（サスケは「新しいマスクができたら着用した姿を最初に知事に見せたい」と発言、実行した）、覆面での登院を容認した。しかし、岩手県議会では自由民主党・公明党の県議団が覆面着用は「議会の品位を損なう」ものだとして問題視し、「議場での覆面着用禁止の会議規則改正案」を提出した。2か月に渡って状況は混乱したが、2003年6月25日、県会議で同議案は記名投票で可否同数となり、藤原良信議長による議長決裁で否決（岩手県議会での議長決裁は55年ぶり）、覆面着用が容認されることになった。
当選後は県議会民主党会派「民主・県民会議」に所属した。覆面問題に関連して、議員証の会社写真において、素顔にするか覆面にするかでも問題も発生。議員証では素顔写真とすることとなったが、この素顔写真の議員証は議員個人が所持しておくもので素顔写真を公開する必要はない。
政務調査費私用疑惑
2005年7月には、前年10月、公務とは関係のない興行先のプロレス会場までの新幹線運賃に、議員に交付される政務調査費を当てた疑惑が浮上した。当人は新幹線の混み具合を調査する公務であると主張したが、TBSがこの公務の調査について実証し、インターネットでわずか数分で同様の公務が完了できることが判明した。こうした問題を受け、市民団体がサスケに対して支給された政務調査を返還するよう知事に求める住民訴訟を提起、政務調査費を返還させるよう県に命じる判決が2013年7月、仙台高裁で確定した。これを受け、岩手県はサスケに政務調査費の返還を求める訴訟を提起、同年12月13日に盛岡地裁で第一回口頭弁論が行われたが、サスケ側は出廷せず、答弁書も出さなかったため、サスケに対して政務調査費276万円を返還するよう求める判決を同日言い渡した。判決を受け、県は2014年1月中の返還を求め、サスケ側に催告状を送ったが、期限内に納付されなかったため、財産の差し押さえも検討されたが、同年2月27日にサスケ側が276万円全額を県に返還した。
競馬融資案採決への対応
2007年3月15日、県議会において県競馬組合への330億円の融資案の採決では賛成票を投じた（結果は賛否同数で議長採決で否決）。しかし、同3月19日に賛成派議員が提出した修正案の採決を前に、県知事選挙出馬のために議員辞職したため賛成派議員から批判を浴びる事態となった。競馬融資案へ賛成票を投じ、さらに県知事選挙の公約のひとつに「岩手競馬存続」を揚げるサスケが、前回、一票差（議長も含め）で否決されサスケの票が重要な意味を持つ修正案の投票を前に議員辞職し、自ら修正案への投票権を放棄するという軽率な行動を取ったためである。
UFOに関する質問
2005年6月28日の県議会で未確認飛行物体（UFO）について「県内で目撃情報が相次いでいるが、県はどう認識しているのか」と質問した。
辞職して県知事選立候補
2007年4月に、県知事選挙に出馬するため、県議を辞職し、2007年4月8日（第16回統一地方選挙前半戦）投開票の岩手県知事選挙に出馬。「打倒小沢王国」などと訴えて選挙戦を戦い61,922票を獲得したが、民主党推薦で454,135票を獲得した達増拓也に大敗、供託金を没収された。票数は5人中3位の多さだった。
県議選に再出馬
2011年4月（第17回統一地方選挙）に投開票予定だった岩手県議会議員選挙に盛岡選挙区（定数10人）から再度出馬。東日本大震災の影響により9月11日に投票が延期となり、4,035票で16人中14位にとどまり落選した。

## UFO研究家としての動向
東北UFOフォーラムのゲストとして招かれるなど、UFO研究家としても有名。イオンド大学からUFOに関する名誉教授就任のオファーが届いており、『スポーツ報知』によると「書類に名前を書いて提出する」ということであったが、『週刊新潮』によると「株式会社から名誉教授をもらっても仕方がないので、辞退するよう言っておきました」とのことである。
『週刊新潮』によると、イオンド大学は米国の大学を自称しているが、学校法人ではなく、東京に本社を置く株式会社である。株式会社から授与された学位は正式な学位ではないため、使用した場合は軽犯罪法の称号詐称に問われる可能性が強い。そのため、前述のようなコメントとなったのである。なお、イオンド大学は、いわゆるディプロマミルのひとつとしてアメリカ合衆国内で認識されているパシフィック・ウエスタン大学と同様、オレゴン州やミシガン州などで公的な使用が禁じられている学位の発行元の一つとしてリストに掲載されている。日本国外の大学であるからと言って、日本国内で学位が通用しないというわけではない。

## 大予言
2000年年末の後楽園大会の試合後、リング上で「21世紀（ミレニアム）に起こること」を予言した。これがきっかけとなり毎年年末になると「来年の予言」をリング上や週刊プロレス誌上、週プロモバイルなどで行うようになり、以降「サスケの大予言」として名物化した。
内容は世界情勢、国内の動向、プロレス界の流れ、今後ブレイクするレスラー、引退するレスラーなど多岐に渡る。年に一回のトークイベントとして行われていて2015年に最終回。アイスリボンの希月あおいが登場し2016年ブレイクすることを予言して終了した。

## 救済活動
サスケはスキャンダルに見舞われた著名人の救済活動を標榜している。2016年12月15日の後楽園ホール大会では、佐村河内守の曲をエレクトーンで演奏しながら入場。試合後、成宮寛貴を救済するという趣旨のコメントを行った。
2017年8月24日の後楽園ホール大会では、自身をTLCマッチで破った高橋奈七永に対して真木よう子の救済を頼み、低視聴率で話題になったフジテレビ系『セシルのもくろみ』を全話見ることを自身とタッグを組む条件とした。

## 著書
- 『サスケが翔ぶ』（1996年5月、市井社）ISBN 978-4882080350
- 『岩手発、未来へ―覆面議員サスケ参上』（2003年10月24日、風塵社）ISBN 978-4776300076
- 『ザ・グレート・サスケの飛ぶ教室』（2010年4月2日、エンターブレイン、編集：マッスル坂井）ISBN 978-4047264847

### 関連書籍
- 伊藤健史『みちのく夢伝説―ザ・グレート・サスケと愉快な仲間』（1995年2月、大栄出版）ISBN 978-4886824851

## メディア出演

### テレビ
- テツワン探偵ロボタック（1998年、テレビ朝日、東映）

第36話「消えた覆面レスラー」（スペル・デルフィンと共演）
- 天才!ヒポカンパス（フジテレビ）
- やっぺし!みちプロ（2008年、IBC岩手放送）みちのくプロレスの番組
- 地元の人が教える!2泊3日の旅（旅チャンネル）

第19話「平泉・座敷わらし伝説・三陸海岸を巡るザ・グレート・サスケ みちのく岩手の旅」
- 旅ちゃんガイド（旅チャンネル）

第37話、ゲスト出演。

### ラジオ
- そうよ!サスケのSEXYボム!（TBCラジオ）

### アダルトビデオ
- サスケのジュニアはヘビー級チャンピオン!!（1999年、SAURS）※監督

### 映画
- 傷だらけの天使（1997年） - プロレスラー役[16]
- そして天使は歌う ぼ・ぼ・僕らは正義の味方（1997年） - 正義の味方の思い出を語る人々役[17]
- 風雲児 長者番付に挑んだ男（2006年） - 音楽をプロデュース[18]
- アテルイ（2002年） - 朴葉の仮面の男役[19]